# نیکول پاگی
نیکول پاگی (انگلیسی: Nicole Paggi؛ زادهٔ ۱۵ اوت ۱۹۷۷) هنرپیشه اهل ایالات متحده آمریکا است.
از فیلم‌ها یا برنامه‌های تلویزیونی که وی در آن نقش داشته‌است می‌توان به سی‌اس‌آی، سی‌اس‌آی: میامی، سی‌اس‌آی: نیویورک، و امید و ایمان اشاره کرد.